# Vallensbæk Kirke
Vallensbæk Kirke ligger på Kirkebakke Allé 6 i Vallensbæk Landsby.

## Historie
Da Vallensbæk Kirke ofte viste sig for lille, udskrev menighedsrådet en arkitektkonkurrence i 2006 for at kunne bygge en kirke ved siden af. Helligtrekongers Kirke blev indviet i 2012.

### Branden 2007
Kirken var udsat for en mindre brand natten til 6. august 2007. Selv om branden blev begrænset til alteret,  blev hele rummet tilsodet, og især rengøringen af kalkmalerierne var tidskrævende. Kirken genåbnede i 2008. Arkitekt Peder Elgaard har udformet et nyt alterparti til kirken..

## Eksterne kilder og henvisninger
- Wikimedia Commons har flere filer relateret til Vallensbæk Kirke
- Vallensbæk Kirke hos KortTilKirken.dk